# Ordine di Salomone
L'Ordine di Salomone fu un ordine cavalleresco dell'Impero di Etiopia.

## Storia
La dinastia salomonica, l'antica casa imperiale d'Etiopia, si riteneva discendente direttamente da Salomone e dalla Regina di Saba, dai quali sarebbe nato Re Menelik I dopo che ella si recò in visita a Salomone a Gerusalemme. Il loro figlio divenne Imperatore di Etiopia.
Come principale ordine dell'Impero etiope, esso spettava nel massimo grado di Gran Cordone ad ogni Imperatore d'Etiopia assieme a tutti gli altri titoli regi, come completamento del riconoscimento sociale della propria posizione di monarca dello Stato.
L'ordine venne fondato nel 1874 dall'Imperatore Giovanni IV d'Etiopia il quale lo concepì come il grado supremo dell'Ordine del Sigillo di Salomone. Esso consisteva infatti in un collare in oro che doveva essere conferito a capi di Stato e massime autorità. Nel 1922 invece divenne un vero e proprio ordine separato dal precedente ed avente una sola classe di benemerenza.
Tra gli insigniti notabili ricordiamo la regina Elisabetta II d'Inghilterra ed i re Haakon VII e Olav V di Norvegia, oltre all'Imperatore Akihito del Giappone.

## Insegne
- L'insegna dell'ordine era composta di un collare in oro con appeso un medaglione aureo finemente lavorato con motivi a foglie, con forma di un fiore circolare tempestato di pietre preziose sul bordo. Al centro si trovano due ovali d'argento raffiguranti gli episodi biblici dell'incontro tra Salomone e la Regina di Saba. Il medaglione è sostenuto al collare attraverso due leoni di Giuda che sorreggono una stella di Gerusalemme a sei punte sormontata dalla corona imperiale etiope.
- Il nastro era verde in origine anche se per questo specifico grado con cordone esso non era utilizzato se non come fascia trasversale al petto in sostituzione del collare in oro per le occasioni meno formali.